# Malec (rodzaj)
Malec (Catumiri) – rodzaj pająków z infrarzędu ptaszników i rodziny ptasznikowatych. Obejmuje pięć opisanych gatunków. Zamieszkuje Amerykę Południową od środkowej Brazylii przez Urugwaj po Argentynę i Chile.

## Morfologia
Pająki te osiągają od 11 do niespełna 15 mm długości ciała, co czyni je jednymi z najmniejszych ptasznikowatych. Mają karapaks o słabo wyodrębnionej części tułowiowej i prostej bruździe tułowiowej. Oczy umieszczone są na słabo wyniesionym, szerszym niż dłuższym wzgórku. Oczy pary przednio-bocznej leżą bardziej z przodu niż pary przednio-środkowej, zaś oczy pary tylno-bocznej bardziej z tyłu niż pary tylno-środkowej. Szczękoczułki pozbawione są rastellum. Znacznie szersza niż dłuższa warga dolna wyróżnia Catumiri od wszystkich pozostałych Ischnocolinae z wyjątkiem rodzaju Dolichothele. Na wardze dolnej znajduje się nie więcej niż 10 kuspuli, co stanowi liczbę znacznie mniejszą niż u innych neotropikalnych Ischnocolinae z wyjątkiem Dolichothele. Szczęki dysponują wyraźnym płatem przednim z 5–44 kuspulami w kącie wewnętrzno-nasadowym. Kształt sternum jest okrągły lub owalny. Wszystkie położone na sternum przyczepy mięśni (sigillae) umieszczone są blisko jego krawędzi, a tylne z nich są największe.
Odnóża mają stopy o skopulach podzielonych podłużnym pasmem grubych szczecinek, tylko w przypadku pierwszej i drugiej pary u C. petropolium pasma tego brak i skopule pozostają niepodzielone. Skopule na spodach nadstopiów pierwszej pary zajmują mniej niż połowę ich długości, a na tych pary ostatniej występują tylko w połowie wierzchołkowej. Trichobotria maczugowate tworzą krótki, pośrodkowy szereg w wierzchołkowej części stopy. Przypazurkowe kępki włosków są dobrze wykształcone. Samce mają pazurki parzyste zaopatrzone w zęby na krawędziach przednio-bocznych, co wyraźnie odróżnia je od przedstawicieli Dolichothele. Nie mają pazurka trzeciego.
Opistosoma pozbawiona jest włosków drażniących. Cechuje się bardzo krótkimi, jednoczłonowymi kądziołkami przędnymi pary tylno-środkowej oraz trójczłonowymi kądziołkami przędnymi pary tylno-bocznej o palcowatym członie wierzchołkowym.
Genitalia samicy mają parzyste, dłuższe niż szersze zbiorniki nasienne, odróżniające się od tych u Dolichothele obecnością na każdej tylko jednego, sferycznego płata końcowego (terminus). Nogogłaszczki samca mają dłuższe niż szersze, dwupłatowe cymbium. Apofiza na ich goleni jest u C. petropolium nieobecna, u C. argentinensis ograniczona do pojedynczej, krótkiej gałęzi, a u pozostałych gatunków złożona z krótkiej gałęzi retrolateralnej i mocno uwstecznionej gałęzi prolateralnej. Bulbus dysponuje cienkim, prostym do zakrzywionego embolusem.

## Ekologia i występowanie
Rodzaj neotropikalny, znany z Brazylii, Urugwaju, Argentyny i Chile. C. chicaoi i C. petropolium zasiedlają formację Mata Atlântica, ten pierwszy na terenie Bahii, ten drugi zaś na terenie stanu Rio de Janeiro. C. parvum znany jest z Rio Grande do Sul i Urugwaju. Najdalej na południe występuje C. argentinense. Podawany jest z północnej i środkowej Argentyny oraz środkowego Chile.
Samce z tego rodzaju spotykane były pod korą drzew, kamieniami oraz podczas wędrówek wśród ściółki.

## Taksonomia
Takson ten wprowadził w 2004 roku José Paulo Leite Guadanucci. Zaliczył on do niego cztery gatunki, typowym wyznaczając opisanego w tej samej publikacji C. petropolium. Nazwa rodzajowa Catumiri wywodzi się z języka tupi, w którym oznacza „bardzo mały”. Nawiązuje ona do rozmiarów tych zwierząt, czyniących je jednymi z najmniejszych ptasznikowatych. Polska nazwa zwyczajowa rodzaju czyli malec także do tego nawiązuje.
Do rodzaju tego zalicza się pięć opisanych gatunków:
- Catumiri argentinense (Mello-Leitão, 1941) – malec argentyński[1]
- Catumiri chicaoi Guadanucci, 2004 – malec brazylijski[1]
- Catumiri parvum (Keyserling, 1878) – malec wątły[1]
- Catumiri petropolium Guadanucci, 2004 – malec znaczony[1]
- Catumiri sapucai Nicoletta et al., 2022 – malec płaczliwy[1]